# Bélyegcsipesz

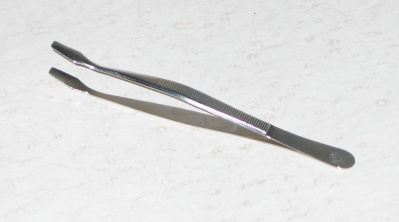
Fémből készült, hajlított nyelű bélyegcsipesz

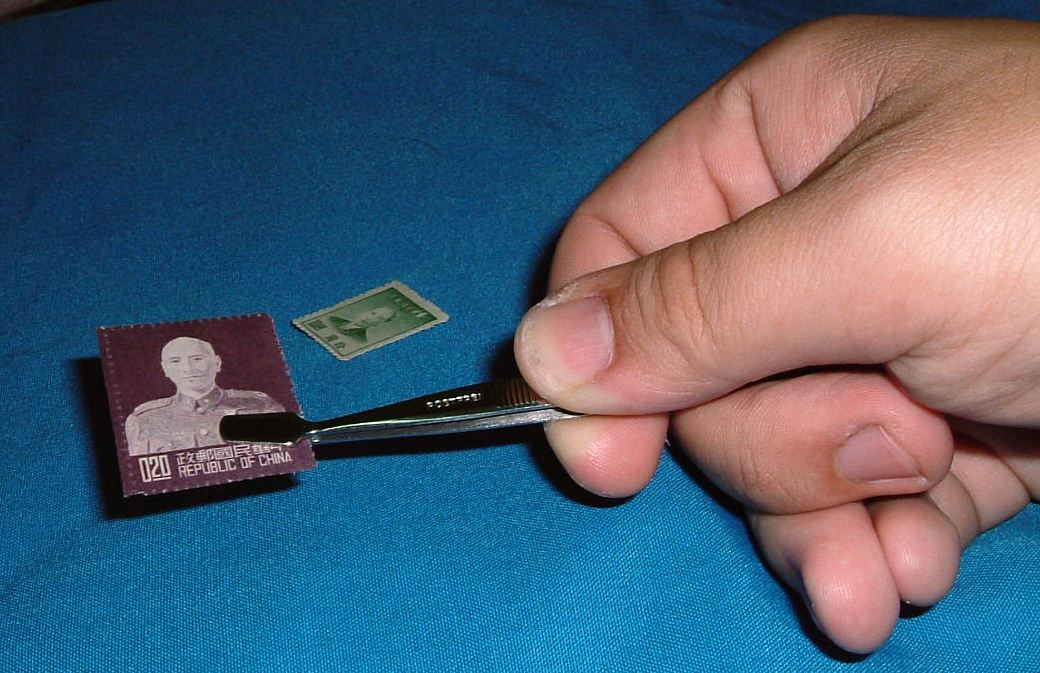
A bélyegcsipesz használat közben

A bélyegcsipesz a bélyeggyűjtési kellékek egyike, ami a postabélyegek sérülés nélküli megfogására és vizsgálatára használható. A csipesz a bélyeggyűjtés egyik alapvető és nélkülözhetetlen eszköze, a bélyeggyűjtő legfontosabb szerszáma. Leggyakrabban fémből készül, segítségével megelőzhetők a sérülések.

## Leírása
A bélyegcsipesz egy egyszerű eszköz, ami két szárból áll, amelyek az egyik végükön össze vannak hegesztve – ez teszi lehetővé a szárak együttes mozgását. A csipesz másik vége a bélyeg megfogására szolgál. Rendszerint acélból készítik, és leggyakrabban rozsdamentes bevonattal van ellátva. Rugózó szárai általában egyenesek, viszont jól használható a megtört nyelű csipesz is, amely lehetővé teszi a kéz felfekvését, ezáltal is megkönnyítve az adott bélyeg vizsgálatát. Ritkábban a műanyag is szolgálhat az eszköz alapanyagául.
A filatéliai célokra alkalmas csipesz vége lekerekített, és lapátszerűen ellaposodik; belső fogófelülete sima kell legyen. Az ilyen csipeszekkel akár nedvesen is meg lehet fogni a bélyeget. A hegyes vagy fogas végű csipeszek nem ajánlottak bélyeggyűjtői célra, ugyanis könnyen megsérthetik a bélyeget. A vékony lapáttal rendelkező csipeszek tovább könnyítik a bélyeg vizsgálatát, ugyanis segítségükkel könnyen alá lehet nyúlni a bélyegnek.
A kellék alkalmazása legfőképpen használatlan bélyegek kezelésére ajánlatos, segítségével könnyen megelőzhetők az ujjlenyomatok, valamint csökkenthető az esélye a sérülések bekövetkeztének. Az ember keze számos sérülést okozhat a postatiszta bélyegeken, az ujjlenyomatok és más károsodások csökkenthetik a bélyeg értékét.